# Holandia na Letnich Igrzyskach Olimpijskich 1964
Holandię na Letnich Igrzyskach Olimpijskich 1964 reprezentowało 125 zawodników: 105 mężczyzn i 20 kobiet. Był to 13. start reprezentacji Holandii na letnich igrzyskach olimpijskich.

## Zdobyte medale
| Medal  | Zawodnik                                                                                      | Dyscyplina  | Konkurencja                |
| ------ | --------------------------------------------------------------------------------------------- | ----------- | -------------------------- |
| Złoto  | Evert Dolman, Gerben Karstens, Jan Pieterse, Bart Zoet                                        | Kolarstwo   | 100 km na czas - drużynowo |
| Złoto  | Anton Geesink                                                                                 | Judo        | Klasa Open                 |
| Srebro | Anton Geurts, Paul Hoekstra                                                                   | Kajakarstwo | K-2 1000 m                 |
| Srebro | Corrie Winkel, Klenie Bimolt, Ada Kok, Erica Terpstra, Adrie Lasterie                         | Pływanie    | 4 × 100 m stylem zmiennym  |
| Srebro | Ada Kok                                                                                       | Pływanie    | 100 m stylem motylkowym    |
| Srebro | Steven Blaisse, Ernst Veenemans                                                               | Wioślarstwo | Dwójka bez sternika        |
| Brąz   | Gerard Koel, Henk Cornelisse, Jacob Oudkerk, Cor Schuuring                                    | Kolarstwo   | 4000 m na dochodzenie      |
| Brąz   | Pauline van der Wildt, Toos Beumer, Winnie van Weerdenburg, Erica Terpstra                    | Pływanie    | 4 × 100 m stylem dowolnym  |
| Brąz   | Herman Rouwé, Erik Hartsuiker, Jan Just Bos                                                   | Wioślarstwo | Dwójka ze sternikiem       |
| Brąz   | Lex Mullink, Jan van de Graaff, Freek van de Graaff, Marius Klumperbeek, Bobbie van der Graaf | Wioślarstwo | Czwórka ze sternikiem      |

## Skład kadry

### Boks
- Jan Huppen - waga kogucia - 17. miejsce
- Jan de Rooij - waga piórkowa - 17. miejsce
- Wim Gerlach - waga lekkopółśrednia - 17. miejsce
- Rudie Lubbers - waga lekkociężka - 17. miejsce

### Hokej
- Joost Boks, Charles Coster van Voorhout, John Elffers, Frans Fiolet, Jan Piet Fokker, Jan van Gooswilligen, Francis van 't Hooft, Arie de Keyzer, Leendert Krol, Jaap Leemhuis, Chris Mijnarends, Erik van Rossem, Nico Spits, Theo Terlingen, Jan Veentjer, Jaap Voigt, Theo van Vroonhoven, Frank Zweerts - 7. miejsce

### Judo
- Peter Snijders - waga średnia - 5. miejsce
- Jan Snijders - waga średnia - 9. miejsce
- Job Gouweleeuw - waga ciężka - 6. miejsce
- Anton Geesink - Klasa Open - 1. miejsce

### Kajakarstwo
- Anton Geurts - K-1 1000 m - 6. miejsce
- Anton Geurts, Paul Hoekstra - K-2 1000 m - 2. miejsce
- Paul Hoekstra, Theo van Halteren, Chick Weijzen, Jan Wittenberg - K-4 1000 m - 7. miejsce

### Kolarstwo
- Bart Zoet - wyścig szosowy - 20. miejsce
- Gerben Karstens - wyścig szosowy - 27. miejsce
- Harry Steevens - wyścig szosowy - 40. miejsce
- Jan Pieterse - wyścig szosowy - 42. miejsce
- Evert Dolman, Gerben Karstens, Jan Pieterse, Bart Zoet - wyścig na czas, 100 km drużynowo - 1. miejsce
- Piet van der Touw - sprint - odpadł w 3. rundzie
- Aad de Graaf - sprint - odpadł w 3. rundzie
- Piet van der Touw - wyścig na czas, 1000 metrów - 4. miejsce
- Aad de Graaf, Piet van der Touw - tandem, 2000 metrów - 4. miejsce
- Tiemen Groen - wyścig na dochodzenie - 4. miejsce
- Gerard Koel, Henk Cornelisse, Jacob Oudkerk, Cor Schuuring - wyścig na dochodzenie, drużynowo - 3. miejsce

### Lekkoatletyka
Mężczyźni
- Frans Luitjes

100 metrów - odpadł w eliminacjach
200 metrów - odpadł w półfinałach
- Cees Koch - rzut dyskiem - 17. miejsce
- Eef Kamerbeek - dziesięciobój - niesklasyfikowany

Kobiety
- Joke Bijleveld

100 metrów - odpadła w eliminacjach
Skok w dal - 15. miejsce
- Tilly van der Made-van der Zwaard - 400 metrów - 6. miejsce
- Gerda Kraan - 800 metrów - 7. miejsce
- Jannie van Eyck-Vos - 800 metrów - odpadła w półfinałach
- Lia Hinten - pięciobój - 14. miejsce

### Piłka wodna
- Henk Hermsen, Bram Leenards, Wim van Spingelen, Gerrit Wormgoor, Fred van Dorp, Harry Vriend, Nico van der Voet, Wim Vriend, Hans Muller, Jan Bultman, Ben Kniest - 8. miejsce

### Pływanie
- Ron Kroon - 100 metrów st. dowolnym - odpadł w półfinałach
- Vinus van Baalen - 100 metrów st. dowolnym - odpadł w eliminacjach
- Bert Sitters - 100 metrów st. dowolnym - odpadł w eliminacjach
- Johan Bontekoe - 400 metrów st. dowolnym - odpadł w eliminacjach
- Aad Oudt - 400 metrów st. dowolnym - odpadł w eliminacjach
- Henri van Osch - 200 metrów st. grzbietowym - odpadł w półfinałach
- Jan Weeteling - 200 metrów st. grzbietowym - odpadł w eliminacjach
- Wieger Mensonides - 200 metrów st. klasycznym - odpadł w eliminacjach
- Hemmie Vriens - 200 metrów st. klasycznym - odpadł w eliminacjach
- Dick Langerhorst - 200 metrów st. motylkowym - odpadł w eliminacjach
- Jan Jiskoot - 200 metrów st. zmiennym - 6. miejsce
- Ron Kroon, Vinus van Baalen, Jan Jiskoot, Johan Bontekoe - 4 × 100 metrów st. dowolnym - odpadli w eliminacjach
- Ron Kroon, Bert Sitters, Jan Jiskoot, Johan Bontekoe - 4 × 200 metrów st. dowolnym - odpadli w eliminacjach
- Jan Weeteling, Hemmie Vriens, Jan Jiskoot, Ron Kroon - 4 × 100 metrów st. zmiennym - odpadli w eliminacjach

Kobiety
- Erica Terpstra - 100 metrów st. dowolnym - 4. miejsce
- Winnie van Weerdenburg - 100 metrów st. dowolnym - odpadła w eliminacjach
- Toos Beumer - 100 metrów st. dowolnym - odpadła w eliminacjach
- Ineke Tigelaar - 400 metrów st. dowolnym - odpadła w eliminacjach
- Bep Weeteling

400 metrów st. dowolnym - odpadła w eliminacjach
100 metrów st. grzbietowym - odpadła w eliminacjach
- Ria van Velsen - 100 metrów st. grzbietowym - odpadła w eliminacjach
- Corrie Winkel - 100 metrów st. grzbietowym - odpadła w eliminacjach
- Klenie Bimolt - 100 metrów st. klasycznym - 7. miejsce
- Truus Looijs - 100 metrów st. klasycznym - odpadła w eliminacjach
- Gretta Kok - 100 metrów st. klasycznym - odpadła w eliminacjach
- Ada Kok - 100 metrów st. motylkowym - 2. miejsce
- Adrie Lasterie

100 metrów st. motylkowym - odpadła w eliminacjach
400 metrów st. zmiennym - odpadła w eliminacjach
- Betty Heukels - 400 metrów st. zmiennym - 6. miejsce
- Marianne Heemskerk - 400 metrów st. zmiennym - odpadła w eliminacjach
- Pauline van der Wildt, Toos Beumer, Winnie van Weerdenburg, Erica Terpstra - 4 × 100 metrów st. dowolnym - 3. miejsce
- Corrie Winkel, Klenie Bimolt, Ada Kok, Erica Terpstra, Adrie Lasterie - 4 × 100 metrów st. zmiennym - 2. miejsce

### Siatkówka
- Dinco van der Stoep, Jaap Korsloot, Jan Oosterbaan, Hans van Wijnen, Joop Tinkhof, Jan van der Hoek, Jurjaan Koolen, Piet Swieter, Rob Groenhuyzen, Jacques de Vink, Frank Constandse, Jacques Ewalds - 8. miejsce

### Strzelectwo
- Joop van Domselaar

Karabin małokalibrowy, 3 pozycje, 50 metrów - 40. miejsce
Karabin małokalibrowy, leżąc, 50 metrów - 14. miejsce

### Wioślarstwo
- Rob Groen - jedynka - 7. miejsce
- Max Alwin, Peter Bots - dwójka podwójna - 8. miejsce
- Steven Blaisse, Ernst Veenemans - dwójka bez sternika - 2. miejsce
- Herman Rouwé, Erik Hartsuiker, Jan Just Bos - dwójka ze sternikiem - 3. miejsce
- Sjoerd Wartena, Jim Enters, Herman Boelen, Sipke Castelein - czwórka bez sternika - 4. miejsce
- Lex Mullink, Jan van de Graaff, Freek van de Graaff, Marius Klumperbeek, Bobbie van der Graaf - czwórka ze sternikiem - 3. miejsce

### Żeglarstwo
- Hans Willems - klasa Finn - 16. miejsce
- Wim van Duyl, Henny Scholtz, Jan Jongkind, Dick Wayboer - klasa Dragon - 13. miejsce
- Ben Verhagen, Nico de Jong - klasa Latający Holender - 6. miejsce